# Medalla Carnegie

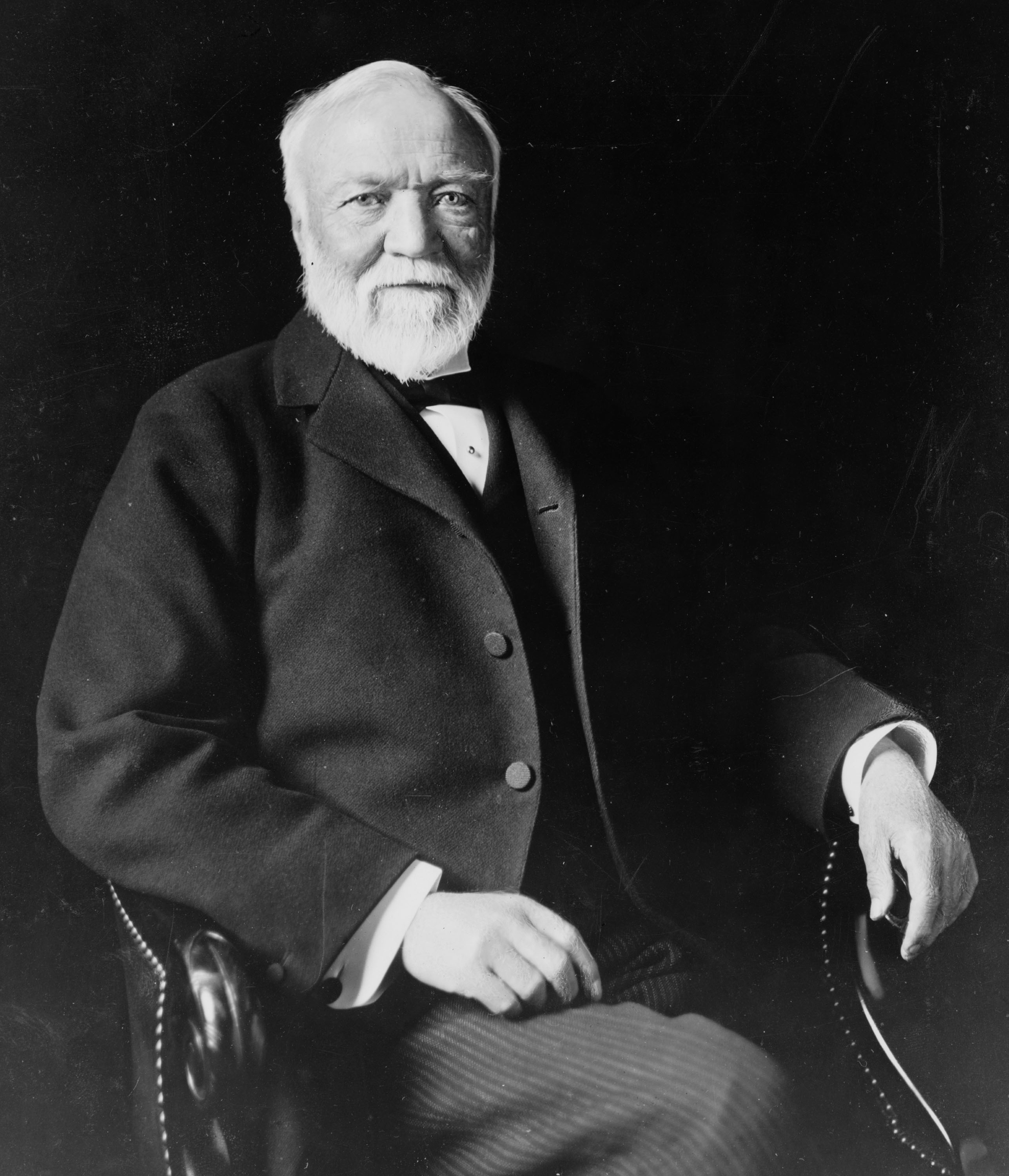
Andrew Carnegie en 1913

El premio Carnegie Medal se entrega anualmente al libro infantil/juvenil más destacado. Fue establecido por The Library Association en 1936 en memoria de Andrew Carnegie, un renombrado filántropo estadounidense de origen escocés. Los ganadores reciben una medalla dorada y 500 libras para donarlos en forma de libros a una biblioteca pública o colegio de su elección. Entre los ganadores se encuentran nombres como C. S. Lewis, Terry Pratchett, Philip Pullman, Walter de la Mare o Neil Gaiman

## Lista de ganadores
Los años indicados corresponden a la fecha de publicación. La medalla se entrega al año siguiente de la publicación del libro:
- 2016 Sarah Crossan One Bloomsbury Children's
- 2015 Tanya Landman Buffalo Soldier ||Walker Books
- 2014 Kevin Brooks The Bunker Diary Penguin Books
- 2013 Sally Gardner Maggot Moon Hot Key Books
- 2012 Patrick Ness ilustró Jim Kay Un monstruo viene a verme Walker Books
- 2011 Patrick Ness De hombres a monstruos Walker Books
- 2010 Neil Gaiman, The Graveyard Book
- 2009 Siobhan Dowd, Bog Child
- 2008 Philip Reeve, Here Lies Arthur
- 2007 Meg Rosoff, Just in Case
- 2005 Mal Peet, Tamar
- 2004 Frank Cottrell Boyce, Millions
- 2003 Jennifer Donnelly, A Gathering Light
- 2002 Sharon Creech, Ruby Holler
- 2001 Terry Pratchett, El asombroso Mauricio y sus roedores sabios
- 2000 Beverley Naidoo, The Other Side of Truth
- 1999 Aidan Chambers, Postales desde tierra de nadie
- 1998 David Almond, Skellig
- 1997 Tim Bowler, River Boy
- 1996 Melvin Burgess, Junk
- 1995 Philip Pullman, La materia oscura: Libro 1 Luces del norte
- 1994 Theresa Breslin, Whispers in the Graveyard
- 1993 Robert Swindells, Stone Cold
- 1992 Anne Fine, Flour Babies
- 1991 Berlie Doherty, Dear Nobody
- 1990 Gillian Cross, Wolf
- 1989 Anne Fine, Goggle-Eyes
- 1988 Geraldine McCaughrean, A Pack of Lies
- 1987 Susan Price, The Ghost Drum
- 1986 Berlie Doherty, Granny Was a Buffer Girl
- 1985 Kevin Crossley-Holland, Storm
- 1984 Margaret Mahy, The Changeover: A Supernatural Romance
- 1983 Jan Mark, Handles
- 1982 Margaret Mahy, The Haunting
- 1981 Robert Westall, The Scarecrows
- 1980 Peter Dickinson, City of Gold
- 1979 Peter Dickinson, Tulku
- 1978 David Rees, The Exeter Blitz
- 1977 Gene Kemp, The Turbulent Term of Tyke Tiler
- 1976 Jan Mark, Thunder and Lightnings
- 1975 Robert Westall, The Machine Gunners
- 1974 Mollie Hunter, The Stronghold
- 1973 Penelope Lively, The Ghost of Thomas Kempe
- 1972 Richard Adams, Watership Down
- 1971 Ivan Southall, Josh
- 1970 Leon Garfield & Edward Blishen, ilustrado por Charles Keeping, The God Beneath the Sea
- 1969 K. M. Peyton, The Edge of the Cloud
- 1968 Rosemary Harris, The Moon in the Cloud
- 1967 Alan Garner, The Owl Service
- 1966 Declarado desierto
- 1965 Philip Turner, The Grange at High Force
- 1964 Sheena Porter, Nordy Bank
- 1963 Hester Burton, Time of Trial
- 1962 Pauline Clarke, The Twelve and the Genii
- 1961 Lucy M. Boston, A Stranger at Green Knowe
- 1960 Dr Ian Wolfram Cornwall, The Making of Man
- 1959 Rosemary Sutcliff, The Lantern Bearers
- 1958 Philippa Pearce, Tom's Midnight Garden
- 1957 William Mayne, A Grass Rope
- 1956 C. S. Lewis, La última batalla
- 1955 Eleanor Farjeon, The Little Bookroom
- 1954 Ronald Welch, Knight Crusader
- 1953 Edward Osmond, A Valley Grows Up
- 1952 Mary Norton, The Borrowers
- 1951 Cynthia Harnett, The Wool-Pack
- 1950 Elfrida Vipont, The Lark on the Wing
- 1949 Agnes Allen, The Story of Your Home
- 1948 Richard Armstrong, Sea Change
- 1947 Walter de la Mare, Collected Stories for Children
- 1946 Elizabeth Goudge, The Little White Horse
- 1945 Declarado desierto
- 1944 Eric Linklater, The Wind on the Moon
- 1943 Declarado desierto
- 1942 'B.B.', The Little Grey Men
- 1941 Mary Treadgold, We Couldn't Leave Dinah
- 1940 Kitty Barne, Visitors from London
- 1939 Eleanor Doorly, The Radium Woman
- 1938 Noel Streatfeild, The Circus is Coming
- 1937 Eve Garnett, The Family from One End Street
- 1936 Arthur Ransome, Pigeon Post